# Remixes n the Key of B
Remixes n the Key of B è un album di remix del cantante statunitense Bobby Brown, pubblicato nel 1993.

## Tracce
1. Two Can Play That Game – 7:10
2. Shock G's Get Away – 6:28
3. T.R.'s Get Away – 6:23
4. Humpin' Around – 8:08
5. She's My Lady – 5:45
6. That's the Way Love Is – 7:20
7. Something in Common (feat. Whitney Houston) – 7:00
8. One More Night – 6:21
9. I Want You, I Need You – 4:55
10. Good Enough – 4:48
11. Storm Away – 6:27